# Franciszek Szlachcic

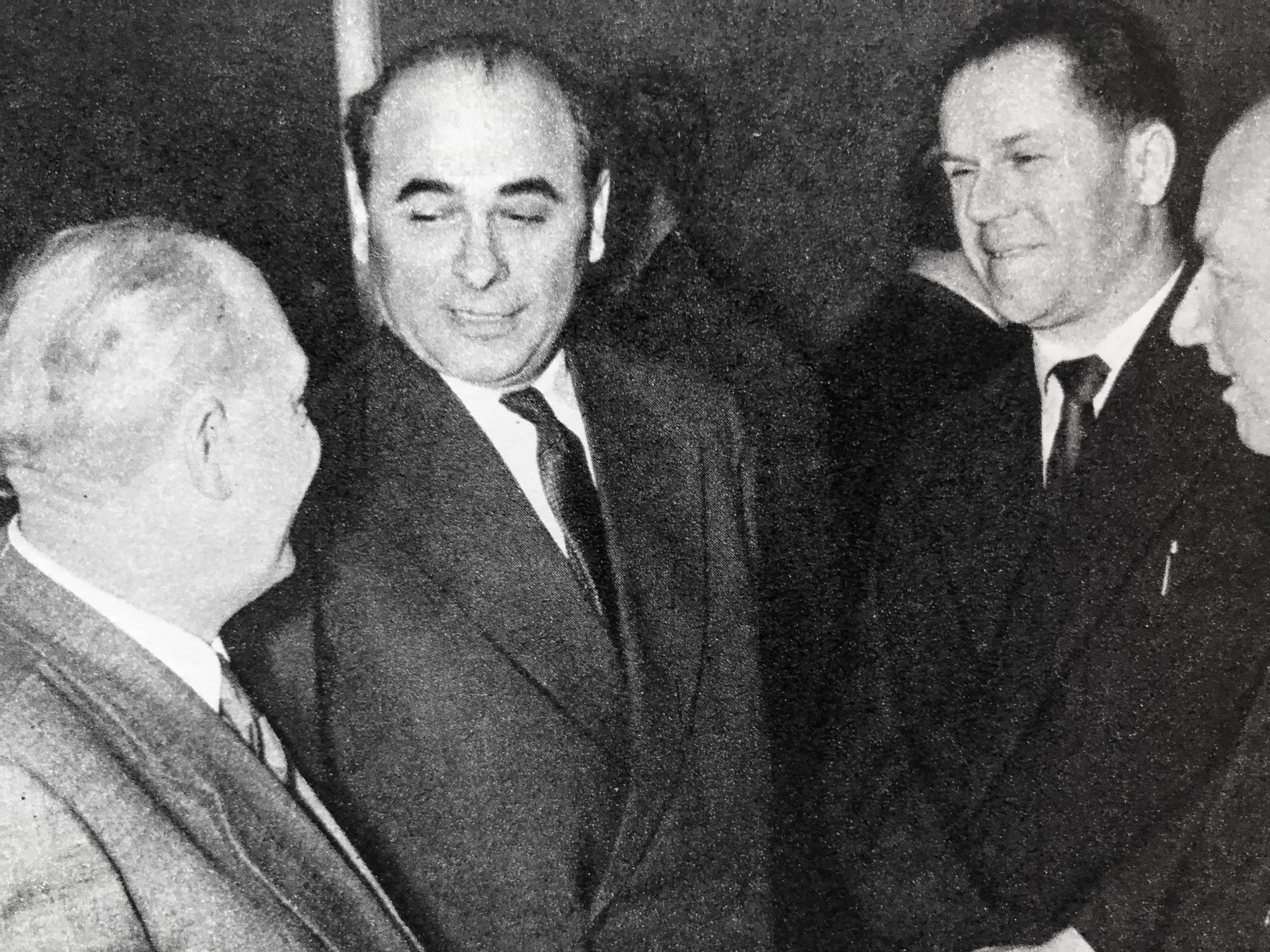
Franciszek Waniołka (z lewej) i Franciszek Szlachcic w kuluarach III Zjazdu PZPR, 1959

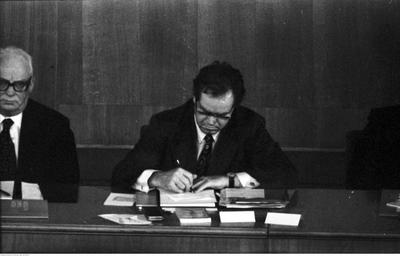
Henryk Jabłoński (z lewej) i Franciszek Szlachcic w prezydium I Krajowej Konferencji PZPR, październik 1973

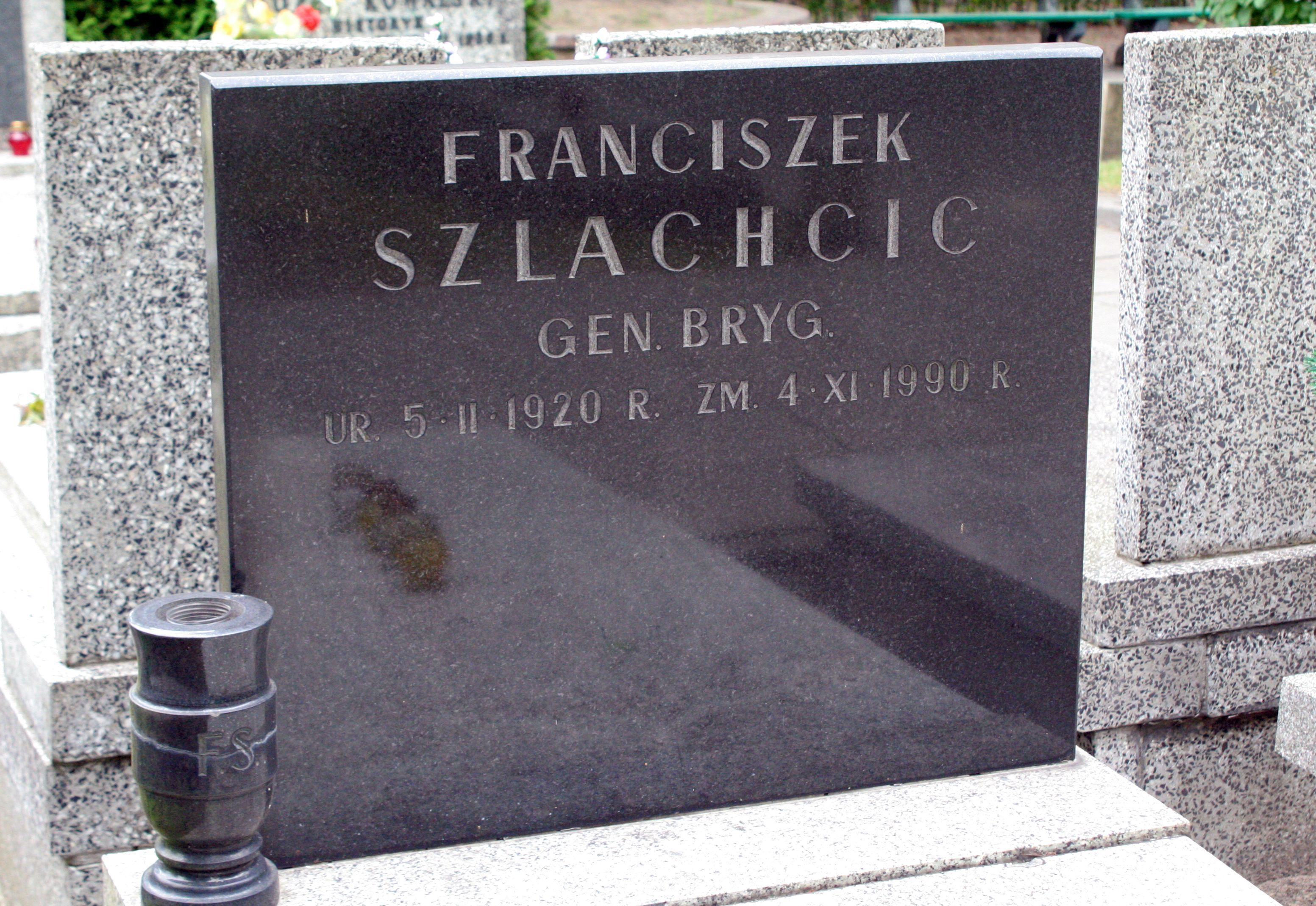
Grób Franciszka Szlachcica na Cmentarzu Wojskowym na Powązkach w Warszawie

Franciszek Szlachcic, ps. „Wicek” (ur. 5 lutego 1920 w Byczynie, zm. 4 listopada 1990 w Warszawie) – polski polityk i działacz komunistyczny, generał brygady MO. Wiceminister spraw wewnętrznych (1962–1971), członek Biura Politycznego KC PZPR (1971–1975), minister spraw wewnętrznych (1971), sekretarz Komitetu Centralnego PZPR (1971–1974), członek Rady Państwa (1972–1974), wiceprezes Rady Ministrów (1974–1976). Poseł na Sejm PRL VI kadencji (1972–1976).

## Życiorys
Urodził się w rodzinie robotniczej. Syn Franciszki Szlachcic. Jego ojczymem był Jan Dudek. Biologicznego ojca nigdy nie poznał. Wstydził się swego nieślubnego pochodzenia, dlatego w licznych dokumentach imię ojca podawał jako Jan lub ojciec nieznany. W okresie przedwojennym pracował jako górnik w kopalni węgla kamiennego w Jaworznie. Należał do Związku Harcerstwa Polskiego i Organizacji Młodzieży Towarzystwa Uniwersytetu Robotniczego.
We wrześniu 1939 uciekł przed Niemcami do Lwowa. Po agresji ZSRR na Polskę i okupacji miasta przez Armię Czerwoną wrócił w strony rodzinne i został wywieziony na roboty do Niemiec. Zdecydował się na ucieczkę z robót. W początkowym okresie okupacji znalazł zatrudnienie jako wozak w Chorzowie, a następnie pracował jako ładowacz w kopalni „Kościuszko” w Jaworznie. Od 15 marca 1943 należał do Polskiej Partii Robotniczej. Działał w Gwardii Ludowej i Armii Ludowej. W marcu 1943 został dowódcą oddziału GL w Byczynie. Jego oddział przeprowadził wiele akcji wykolejania pociągów. W grudniu tego roku został ranny w potyczce z patrolem niemieckim. W 1944 został dowódcą Okręgu Chrzanów. Pod koniec okupacji był członkiem Wojewódzkiej Rady Narodowej w Katowicach. Wojnę zakończył w stopniu kapitana ludowego Wojska Polskiego.
Od 1947 członek partyjnych władz powiatowych w Olkuszu oraz wojewódzkich w Rzeszowie i Katowicach. Od 1948 członek Polskiej Zjednoczonej Partii Robotniczej. Od drugiej połowy lat czterdziestych do 1956 pracował w kierowniczych regionalnych strukturach aparatu bezpieczeństwa. Był oskarżany o to, że w końcu lat czterdziestych, pełniąc funkcję zastępcy szefa Urzędu Bezpieczeństwa w Krakowie, własnoręcznie torturował aresztowanych żołnierzy podziemia niepodległościowego w celu wymuszenia zeznań. Od lutego 1951 do lutego 1954 przeciwko niemu toczyło się tajne postępowanie prowadzone przez X Departament Ministerstwa Bezpieczeństwa Publicznego pod zarzutem zabicia podczas okupacji przez oddział partyzancki, w którym służył, oficera Armii Czerwonej. Zarzuty nie potwierdziły się . W 1953 ukończył Szkołę Partyjną przy KC PZPR. W latach 1953–1954 odbył w Moskwie dwuletni kurs dla wyższych oficerów bezpieczeństwa. W 1956 ukończył Wyższą Szkołę Wojskową w Moskwie, a w 1960 Akademię Górniczo-Hutniczą w Krakowie, uzyskując tytuł magistra inżyniera hutnika.
Po dojściu do władzy Władysława Gomułki przeszedł z aparatu bezpieczeństwa do struktur Milicji Obywatelskiej, obejmując m.in. kierownictwo MO w Katowicach. W 1962 został podsekretarzem stanu w Ministerstwie Spraw Wewnętrznych. W lutym 1963 otrzymał stopień generała brygady Milicji Obywatelskiej. Od 1964 do 1968 był zastępcą członka Komitetu Centralnego PZPR.
W tym czasie politycznie i towarzysko związany z Mieczysławem Moczarem. Jak sam podawał, ich wzajemne relacje uległy ochłodzeniu od 1967. Wiązane jest to z zacieśniającymi się relacjami Franciszka Szlachcica z Edwardem Gierkiem, widzianym przez część aparatu partyjnego jako następca Władysława Gomułki. W rezultacie Franciszek Szlachcic, po reorganizacji resortu spraw wewnętrznych, przestał być pierwszym zastępcą Mieczysława Moczara. Powierzono mu nadzór nad wywiadem SB. Nadzorując wywiad, dał się poznać jako zwolennik odmładzania kadry i nastawienia się na podniesienie poziomu intelektualnego tejże. Rozbudowano służby analityczne kosztem operacyjnych. Zwolennicy Franciszka Szlachcica w MSW nazywani byli „franciszkanami”. Według niektórych źródeł, jego polityka kadrowa polegała m.in. na wyprowadzaniu z wywiadu osób pochodzenia żydowskiego, komunistów przybyłych z Francji, oraz partyzantów z GL i AL. Od 1968 członek KC PZPR.
Był zwolennikiem nowoczesnych zachodnich teorii zarządzania i rewolucji menadżerskiej. Pod koniec lat sześćdziesiątych XX wieku nawiązał ścisłe kontakty ze środowiskami naukowymi, zabiegając o ich przychylność. Podróżował po świecie w towarzystwie wysokich oficerów wywiadu, zdobywając doświadczenie w polityce międzynarodowej.
Od 12 marca 1968, podczas wystąpień studenckich, na polecenie Mieczysława Moczara, koordynował działania MO i Służby Bezpieczeństwa, mające przywrócić porządek na ulicach.
Po odejściu, w wyniku wydarzeń marcowych, Mieczysława Moczara ze stanowiska ministra spraw wewnętrznych Edward Gierek zaproponował Franciszka Szlachcica jako jego następcę. Władysław Gomułka nie wyraził na to zgody.
Od 15 do 18 grudnia 1970, podczas „wydarzeń grudniowych” na Wybrzeżu, przebywał w Gdańsku. W nocy z 18 na 19 grudnia udał się do Katowic jako wysłannik grupy działaczy partyjnych i państwowych (Wojciech Jaruzelski, Stanisław Kania, Edward Babiuch) celem skłonienia Edwarda Gierka do odsunięcia od władzy Władysława Gomułki i zajęcia jego miejsca. 20 grudnia wziął udział w VII plenum KC PZPR, na którym Władysław Gomułka został zastąpiony na stanowisku I sekretarza KC PZPR przez Edwarda Gierka.
23 stycznia 1971 został kierownikiem Ministerstwa Spraw Wewnętrznych (po dymisji ministra Kazimierza Świtały). Tego dnia udał się, na polecenie Edwarda Gierka, do Szczecina, gdzie trwał strajk w Stoczni im. Warskiego. Wszedł do stoczni i rozpoczął pertraktacje z komitetem strajkowym, których rezultatem był przyjazd Edwarda Gierka do stoczni na spotkanie z załogą. Tego samego dnia uczestniczył wraz z Edwardem Gierkiem w spotkaniu z robotnikami Stoczni Gdańskiej im. Lenina. Podczas spotkania, w trakcie którego padło słynne gierkowskie „Pomożecie?”, Franciszek Szlachcic zabrał głos, a mówiąc o niedawnych wydarzeniach na Wybrzeżu, płakał. Od 2 lutego 1971 do 3 stycznia 1972 był ministrem spraw wewnętrznych.
Na VI Nadzwyczajnym Zjeździe PZPR 15 grudnia 1971 został wybrany na członka Biura Politycznego KC oraz został sekretarzem KC odpowiedzialnym za sprawy zagraniczne, kadrowe, oświatę i politykę naukową. Od 1971 do 1973 był faktycznie drugą osobą w państwie. Jego gabinet w gmachu KC znajdował się obok gabinetu I sekretarza.
Wprowadził Edwarda Gierka w kręgi warszawskiej polityki oraz kreował jego politykę międzynarodową. Prowadził poufne rozmowy z wieloma politykami, np. „szarą eminencją” niemieckiej socjaldemokracji Egonem Bahrem (w sprawie m.in. niemieckich reparacji), czy amerykańskim sekretarzem stanu Henrym Kissingerem (1972). Inicjował wizyty w Warszawie zachodnich wpływowych politologów, m.in. Zbigniewa Brzezińskiego i Adama Bromkego. Na spotkaniu z twórcami kultury w Radziejowicach w październiku 1973 wygłosił przemówienie, w którym uznał konieczność oparcia polskiej polityki na nowym zdefiniowaniu sojuszu polsko-radzieckiego, który nie miał mieć nic wspólnego z wasalstwem, ale miał być oparty na kalkulacji zysków i strat. Do takiego ułożenia relacji namawiał również swoich rozmówców w Moskwie, stwierdzając, iż leży to również w interesie ZSRR.
Z jego inicjatywy stworzone zostało stanowisko doradcy Edwarda Gierka ds. ekonomicznych, którego zadaniem było przygotowywanie analiz sytuacji ekonomicznej oraz planów reform niezależnie od pionu ekonomicznego KC. W kwestiach oświatowych prowadził liberalną politykę, zachęcając np. historyków do rewidowania przyjętych dotychczas tez. Postulował wprowadzenie kadencyjności stanowisk w PZPR i wprowadzenie zasady wyboru spośród kilku kandydatów. Postulował, by w dziedzinie zarządzania kadrami wzorować się na państwach Zachodu. Temu miał służyć projekt, by pierwsi sekretarze Komitetów Wojewódzkich i kierownicy wydziałów KC wyjeżdżali do USA, gdzie mieli poznawać sposób funkcjonowania amerykańskich instytucji publicznych i gospodarki.
W latach 1972–1974 był członkiem Rady Państwa. W latach 1972–1976 był posłem na Sejm PRL VI kadencji z okręgu Chrzanów.
Od końca 1973 zaczął się schyłek jego pozycji politycznej. Utracił zaufanie Edwarda Gierka, gdy oskarżono go o szpiegowanie I sekretarza PZPR za pomocą dwóch podstawionych przez wywiad SB sekretarek. W 1974 został przesunięty z funkcji sekretarza KC i członka Rady Państwa na stanowisko wicepremiera. Podstawą do tej decyzji był zarzut nielojalności wobec I sekretarza związany z przesłaniem do członków Biura Politycznego memoriału krytykującego politykę społeczno-gospodarczą ekipy gierkowskiej (m.in. nadmierne zadłużanie kraju i przeinwestowanie). Nie został wybrany na delegata na VII Zjazd PZPR (odbył się w grudniu 1975), a co za tym idzie – nie został wybrany ponownie w skład Biura Politycznego KC PZPR, a także samego KC. Nie wszedł również w skład kolejnego rządu Piotra Jaroszewicza, utworzonego w 1976.
W latach 1976–1979 był prezesem Polskiego Komitetu Normalizacji i Miar, w latach 1979–1985 Polskiego Komitetu Normalizacji, Miar i Jakości, a w latach 1964–1990 członek Rady Naczelnej organizacji kombatanckiej Związek Bojowników o Wolność i Demokrację.
Przed IX Nadzwyczajnym Zjazdem PZPR w 1981 zwrócił się do Biura Politycznego o polityczną rehabilitację. W Katowicach wysunął swoją kandydaturę na delegata na Zjazd PZPR, ale nie uzyskał poparcia.
W 1990 wydał wspomnienia Gorzki smak władzy (Wydawnictwo Fakt, Warszawa 1990).
Został pochowany 9 listopada 1990 na Cmentarzu Wojskowym na Powązkach w Warszawie (kwatera B 3 rz. 3 m. 9). W pogrzebie uczestniczyli politycy z okresu PRL m.in. b. I sekretarz KC PZPR Stanisław Kania, b. premierzy Edward Babiuch i Józef Pińkowski, b. minister spraw wewnętrznych Mirosław Milewski.

## Przebieg służby w aparacie bezpieczeństwa i milicji
- 1945 – kierownik kontrwywiadu w Powiatowym Urzędzie Bezpieczeństwa Publicznego w Chrzanowie.
- 1946 – starszy referent Grupy do Walki z Bandytyzmem w Powiatowym Urzędzie Bezpieczeństwa Publicznego w Chrzanowie.
- 1947 – szef Powiatowego Urzędu Bezpieczeństwa Publicznego w Olkuszu.
- 1948 – inspektor przy Kierownictwie Wojewódzkiego Urzędu Bezpieczeństwa Publicznego w Krakowie.
- 1949 – zastępca szefa Wojewódzkiego Urzędu Bezpieczeństwa Publicznego w Krakowie.
- 1950 – pełniący obowiązki szefa Wojewódzkiego Urzędu Bezpieczeństwa Publicznego w Olsztynie.
- 1951 – słuchacz Kursu Politycznego Aktywu Kierowniczego Ministerstwa Bezpieczeństwa Publicznego.
- 1951 – szef Wojewódzkiego Urzędu Bezpieczeństwa Publicznego w Olsztynie.
- 1953 – szef Wojewódzkiego Urzędu Bezpieczeństwa Publicznego w Rzeszowie.
- 1954 – słuchacz Kursu Specjalnego Ministerstwa Bezpieczeństwa Publicznego.
- 1955 – kierownik Wojewódzkiego Urzędu ds Bezpieczeństwa Publicznego w Katowicach.
- 1957 – zastępca komendanta wojewódzkiego Milicji Obywatelskiej w Katowicach.
- 1957 – komendant wojewódzki Milicji Obywatelskiej w Katowicach.
- 1962 – wiceminister spraw wewnętrznych.
- 1971 – minister spraw wewnętrznych.
- 1971 – odwołany.

## Odznaczenia (wybrane)
- Order Sztandaru Pracy I klasy (1964)[35]
- Order Sztandaru Pracy II klasy
- Order Krzyża Grunwaldu III klasy
- Krzyż Walecznych
- Srebrny Krzyż Zasługi (1947)[36]
- Medal 30-lecia Polski Ludowej (1974)
- Medal im. Ludwika Waryńskiego
- Honorowa Odznaka 30-lecia PPR (1972)[37]
- Złoty Medal „Za zasługi dla obronności kraju” (1973)[38]
- Brązowy Medal „Za zasługi dla obronności kraju” (1967)[39]
- Odznaka „20 Lat w Służbie Narodu” (1964)
- Odznaka „Zasłużony Działacz Kultury Fizycznej” (1967)[40]
- Złota Odznaka honorowa „Za Zasługi dla Warszawy” (1966)[41]
- Wielka złota odznaka honorowa „Zasłużonemu w rozwoju województwa katowickiego” (1985)[42]
- Złota odznaka „Zasłużonemu w rozwoju województwa katowickiego” (1960)[43]
- Odznaka honorowa „Za zasługi w rozwoju województwa koszalińskiego” (1970)[44]
- Odznaka „Zasłużony dla województwa rzeszowskiego” (1972)[45]
- Złote Odznaczenie im. Janka Krasickiego (1960)[46]
- Order Rewolucji Październikowej (ZSRR)
- Order Czerwonego Sztandaru (ZSRR)
- Medal jubileuszowy „Trzydziestolecia zwycięstwa w Wielkiej Wojnie Ojczyźnianej 1941–1945” (ZSRR, 1975)[47]
- Order Czerwonej Gwiazdy (Czechosłowacja)[48]
- Medal 30-lecia wyzwolenia Czechosłowacji przez Armię Radziecką (Czechosłowacja, 1975)[49]
- Order Ludowej Republiki Bułgarii (1972)[50]
- Medal 90-lecia urodzin Georgi Dymitrowa (Bułgaria, 1972)[51]
- i inne